# 超越 (哲学)
超越（transcendence）在哲学中传达的是源自该词（拉丁语）字面意思的基本概念，即越过, 是指处于普通经验或理解之外的状态。它涉及超越知觉和知识的通常界限，访问更高或更深层次的现实。并且侧重于理性、意识或现实的本质等概念, 并试图提供一个不依赖于宗教信仰或超自然力量的理解世界的框架，也是一个关于存在的知识的显现和验证的框架。   “超验的”（transcendental）是一个源自于学术的词汇，用来指称存在的额外范畴属性。 对于康德而言，“超越的”(transcendent)的意思是指那些超越我们知识能力的范畴，与“超验的”（transcendental）相对。
在超越理论中，神圣被视为在物质世界之外。 但与超越理论形成对比的内在（Immanence ）学说认为，神圣包含或体现在物质世界中。它被一些关于神圣存在的哲学和形而上学理论所持有。内在性通常应用于一神论、泛神论、泛神论或泛神论信仰，以暗示精神世界渗透世俗。 

## 宗教定义
在宗教中，超越是指神的本性和力量的一个方面，完全独立于物质宇宙，超越了所有物理法则。这与内在性形成对比，其中一个神被认为完全存在于物质世界中，因此以各种方式为生物所接触。在宗教体验中，超越是一种已经克服了物理存在的限制并且根据某些定义也已经超越了它的状态。这通常在祷告、降神术、冥想、致幻剂和超自然“幻象”中表现出来。
它在各种宗教传统的神性概念中得到了确认，这与仅存在于物质秩序（内在主义）或不可区分于其之中（泛神论）的神（或绝对）的概念形成对比。超越不仅可以归因于神性的存在，而且可以归因于神性的知识。因此，上帝可以超越宇宙和知识（超出人类理解的范畴）。
尽管超越被定义为内在性的相反，但两者并不一定是互相排斥的。一些不同宗教传统的神学家和形而上学家肯定一个神既存在于宇宙中又超越了宇宙（泛灵论）；在其中，但不属于其中；同时弥漫其中并超越了它。

## 当代哲学
让-保罗·萨特在他的作品中也谈到了超越。在《存在与虚无》中，萨特使用超越来描述自我与面向对象的世界的关系，以及我们与他人的具体关系。对于萨特来说，对于自身有时被称为超越性。此外，如果将他人严格视为对象，就像任何其他对象一样，那么对于自我来说，其他人就是一种超越性的被超越。当自我在他人的世界中抓住了他人，并抓住了他人拥有的主体性时，就被称为超越的超越。因此，萨特用超越来定义与他人的关系。

## 与宗教定义的比较
超越的哲学定义通常强调超越或超越人类经验极限的想法，并且侧重于理性、意识或现实的本质等概念。这些定义通常基于理性和经验观察，并试图提供一个不依赖于宗教信仰或超自然力量的理解世界的框架。
另一方面，宗教对超越的定义通常强调与超越自我或物质世界的事物联系的想法，并且可能侧重于上帝、灵魂或来世等概念。这些定义通常基于信仰和启示，并且可能被视为提供了一种进入更高或神圣现实的途径，这种现实无法通过理性直接观察或解释。
尽管这两种超越定义之间可能存在一些重叠，但它们最终基于不同的认识论框架和理解世界的方式。因此，超越的哲学定义所衍生的范围可以包含超越的宗教定义所衍生的范围，反之则不然。这是因为超越的哲学定义比宗教定义更广泛、更抽象，宗教定义更具体，更侧重于特定的信仰或信仰体系。

## 口语用法
在日常语言中，“超越”意味着“超越”，而“自我超越”意味着超越先前的自我形态或状态。神秘体验被认为是一种特别先进的自我超越状态，在其中，分离的自我感被抛弃。人们认为“自我超越”是可以心理测量的，并且（至少在某种程度上）是遗传的，并已经作为人格特质在“气质与品格清单”中加以了融合。 这一发现在迪恩·哈默的书《上帝基因》中有所描述，尽管这受到了评论家卡尔·齐默等人的批评。